# Cam thảo Đá Bia
Cam thảo Đá Bia (danh pháp: Telosma procumbens) là một loài thực vật có hoa trong họ La bố ma. Loài này được (Blanco) Merr. mô tả khoa học đầu tiên năm 1912.